# Precis antilope
Precis antilope là một loài bướm ngày trong họ Nymphalidae, bản địa châu Phi hạn Sahara. Con bướm trưởng thành có sải cánh dài dài 40–55 mm. Con trưởng thành bay từ tháng 12 đến tháng 3 trong năm. Ấu trùng loài này ăn loài Coleus và Plastostema.